# БТС-002 ОК-ГЛИ
БТС-002 ОК-ГЛИ, Изделие 0.02, БТС-02 (Большой транспортный самолёт второй, Орбитальный корабль для горизонтальных лётных испытаний) — полноразмерный самолёт-аналог космического корабля «Буран», предназначенный для наземных испытаний и отработки в атмосфере схем захода на посадку и саму посадку, включая автоматические режимы. При полном соответствии органов аэродинамического управления, массовых и других характеристик с ОК «Буран», имел различия в аэродинамической компоновке: на нём устанавливались четыре ТРД АЛ-31 ОКБ им. А. М. Люльки, ПВД и удлинённая передняя стойка шасси для обеспечения заданного стояночного угла. БТС-002 был построен в 1984 году под руководством Г. Е. Лозино-Лозинского. Выполнил 24 испытательных полёта между 1985—1988 годами с общим налётом около 8 часов. В настоящее время находится в Музее техники города Шпайер в качестве выставочного экспоната.

## Общие сведения
ОК-ГЛИ был создан в НПО «Молния» в 1984 году для атмосферных испытаний и отработки в реальных условиях наиболее ответственных участков полёта орбитального корабля «Буран» — дозвукового полёта в атмосфере, захода на посадку и саму посадку во всех режимах, включая автоматический. Испытания проводились в Лётно-исследовательском институте им. Громова Министерства авиапромышленности в Жуковском и посадочном комплексе Байконура. Всего было выполнено 11 рулёжек и 24 полёта, в ходе которых сначала отрабатывался алгоритм автоматической посадки, а затем набиралась статистика с одновременной тренировкой будущих экипажей «Бурана». 16 февраля 1987 года в ходе 10-го полёта была выполнена первая полностью автоматическая посадка корабля. Заходы на посадку выполнялись по бездвигательной схеме.

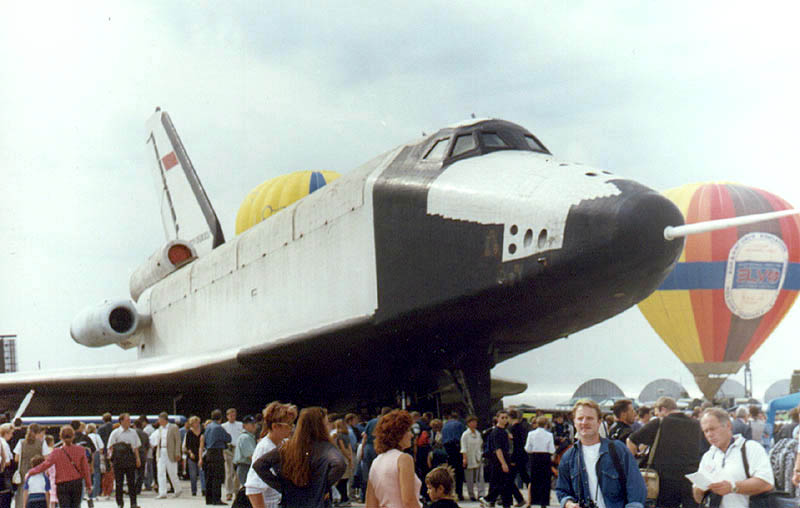
БТС-002 на авиасалоне МАКС, 1999 год

Задачами лётных испытаний аналога БТС-002 ГЛИ являлись, прежде всего, отработка участков посадки в ручном и автоматическом режимах, проверка технических, аэродинамических, лётных характеристик, проверка устойчивости и управляемости, а также этапы предпосадочного маневрирования, захода на посадку, посадки и т. д.

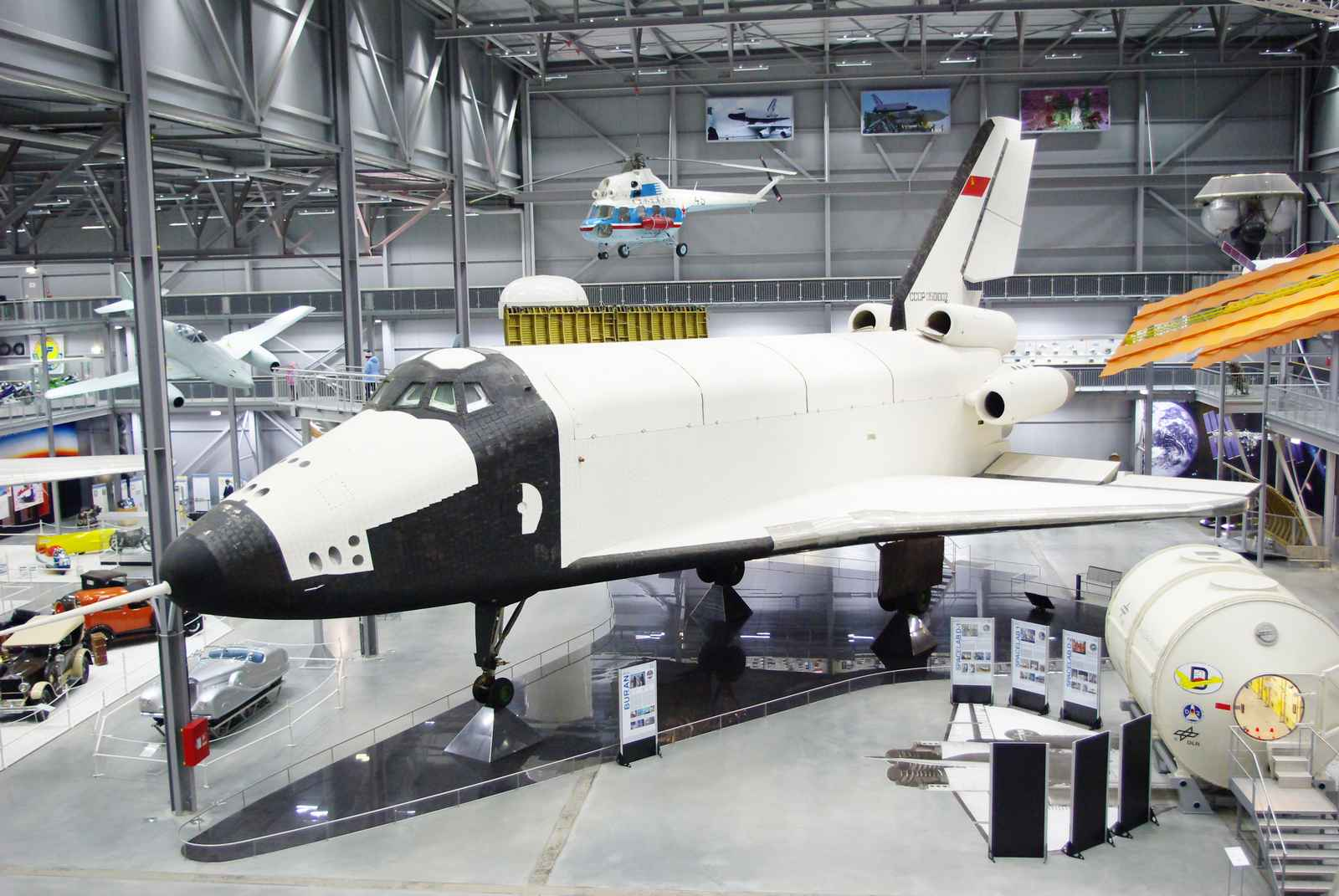
БТС-002 в Музее техники города Шпейер, 2008 год

Полёты на БТС-002 выполнялись лётчиками-испытателями И. П. Волком, Р. А. Станкявичюсом, А. С. Левченко, А. В. Щукиным, И. И. Бачуриным и А. С. Бородаем, которые входили в отряд космонавтов-испытателей для подготовки к полётам на корабле «Буран». Отработка автоматической посадки на космодроме Байконур проводилась также на двух специально оборудованных летающих лабораториях, созданных на базе самолёта Ту-154.
Кроме этого, существовал ещё один экземпляр прототипа ОК «Буран». БТС-001 должен был использоваться для отработки воздушной транспортировки орбитального комплекса с самолётом-носителем на базе 3М-Т «Атлант». В реальности же аналог БТС-001 использовался для наземных статических испытаний на прочность конструкции, после завершения которых на его основе был создан аттракцион в московском ЦПКиО имени Горького.
НИИ авиационного оборудования разработал приборные комплексы, которыми оборудовались рабочие места экипажа корабля, и тренажеры отработки управления для пилотов.

## Конструктивные особенности

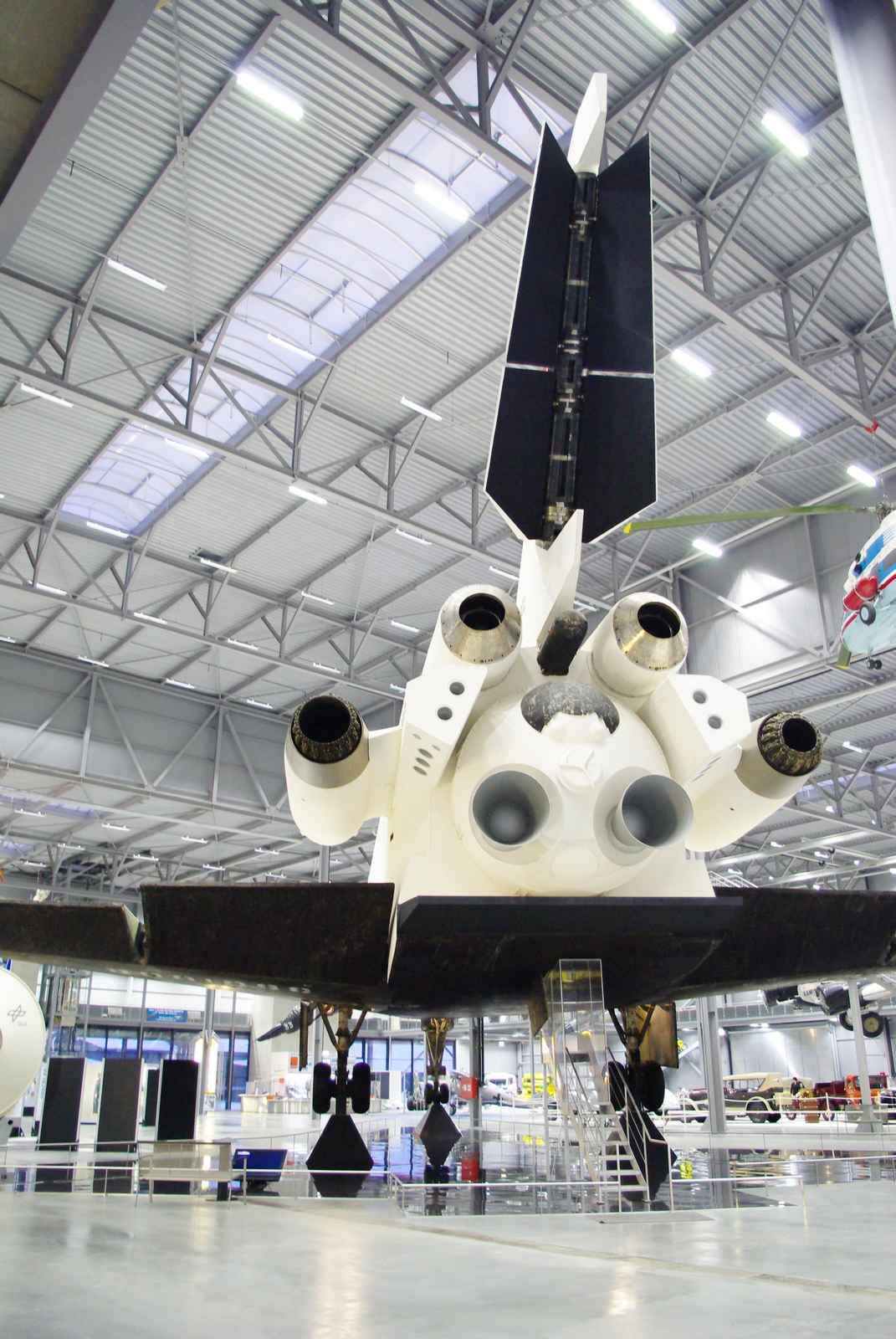
Двигатели БТС-002

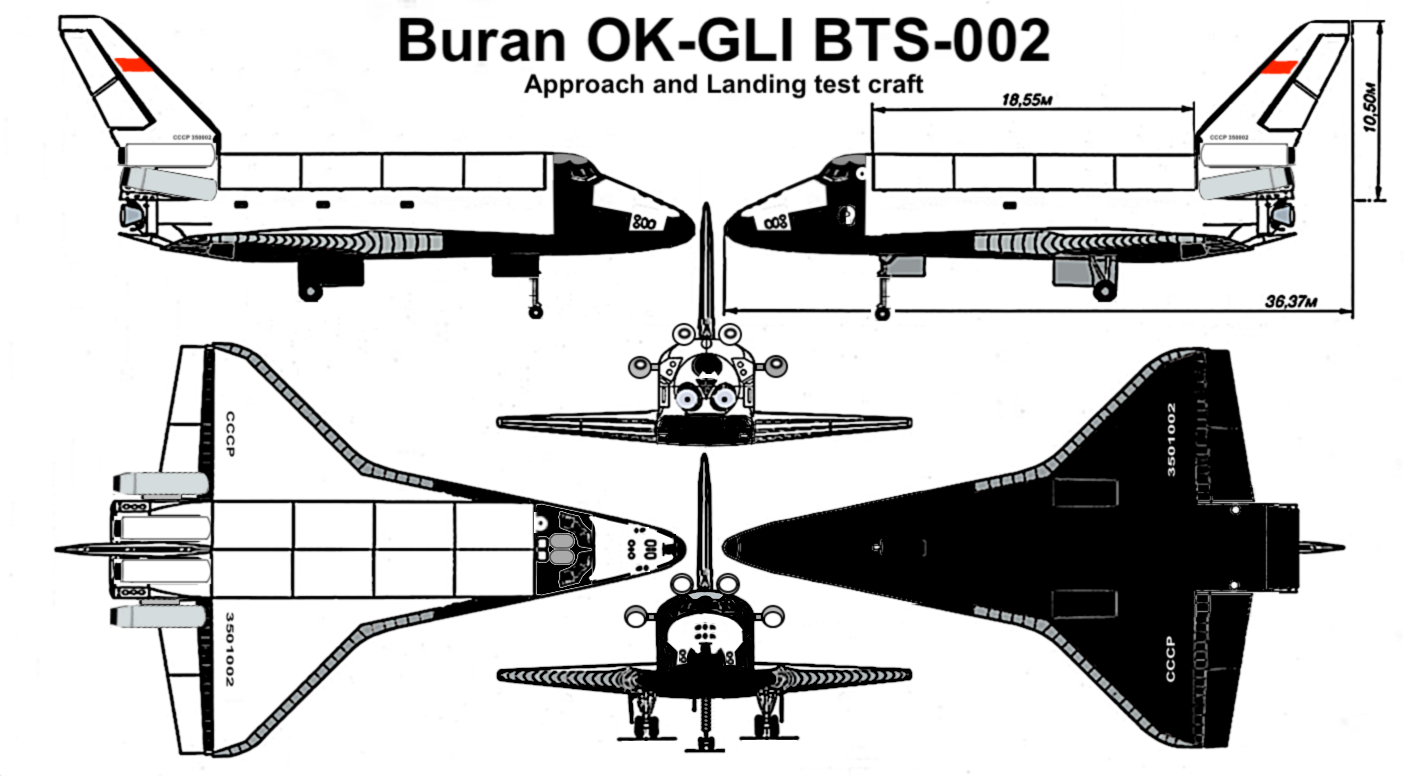
Схема БТС-002 в 3-х проекциях

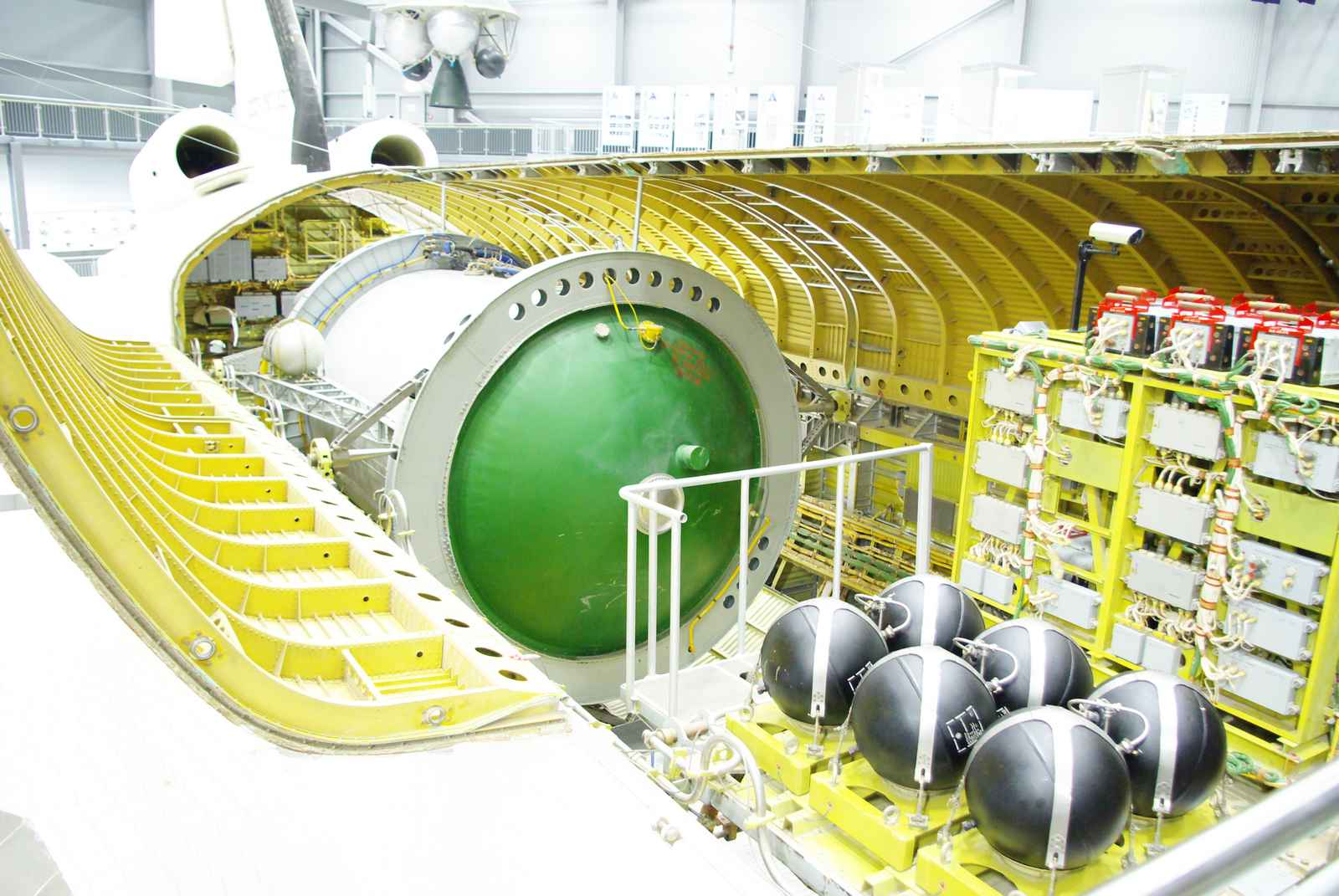
Грузовой отсек БТС-002

БТС-002 является полноразмерным аналогом корабля «Буран». Он оснащался штатными бортовыми системами и оборудованием, функционирующим на заключительном участке полёта советского челнока. Массовые, габаритные, центровочные и инерционные характеристики, а также органы аэродинамического управления полностью соответствуют «бурановским». Однако есть некоторые отличия в аэродинамической компоновке. Так, на аналоге устанавливались четыре ТРД АЛ-31 ОКБ им. Люльки с суммарной тягой в 40 тонн. Два боковых двигателя оснащались форсажными камерами. Кроме того, устанавливалась удлинённая передняя стойка шасси, приёмник воздушного давления. В грузовом отсеке устанавливался бак для авиакеросина.
По своей аэродинамической схеме БТС-002 представляет собой бесхвостку с низкорасположенным треугольным крылом переменной стреловидности. Корпус корабля сконструирован негерметичным, и условно разделён на три отсека: носовой, отсек полезного груза и хвостовой. При выполнении полётов кабина экипажа эксплуатировалась в разгерметизированном состоянии. Кабина рассчитана на двоих лётчиков, оборудована катапультируемыми креслами К-36Л.
Атмосферный корабль-аналог обладал следующими техническими характеристиками: длина — 36 м, высота — 16 м, размах крыла — 24 м, объём кабины экипажа — 73 м3, максимальный взлётный вес — 92 тонны, максимальная скорость — 600 км/ч, посадочная скорость — 300—330 км/ч.

## Хронология полётов и рулёжек БТС-002 ОК-ГЛИ
БТС совершил 24 полёта и 19 заходов на посадку в автоматическом режиме до высоты 10—20 м с последующим уходом на второй круг, 2 захода с касанием взлетно-посадочной полосы (ВПП) и 15 заходов с посадкой и пробегом до полной остановки корабля на ВПП в полностью автоматическом режиме управления. 16 февраля 1987 года Игорь Волк и Римантас Станкявичус выполнили на БТС-002 ГЛИ первую полностью автоматическую посадку, после чего все посадки стали выполняться в автоматическом режиме.
| Дата            | Экипаж                                                | Время, мин | Скорость, км/ч | Высота, м | Примечание |
| --------------- | ----------------------------------------------------- | ---------- | -------------- | --------- | --- |
| 29 декабря 1984 | Игорь Волк, Римантас Станкявичюс                      | 5          | 45             |           | Первая рулёжка |
| 2 августа 1985  | Игорь Волк, Римантас Станкявичюс                      | 14         | 205            |           | Вторая рулёжка. Движение по ВПП, разгон и торможение |
| 5 октября 1985  | Игорь Волк, Римантас Станкявичюс                      | 12         | 270            |           | Третья рулёжка. Разрушение покрышки внешнего колеса шасси при торможении                                                                                         |
| 15 октября 1985 | Игорь Волк, Римантас Станкявичюс                      | 1          | 300            |           | Четвёртая рулёжка с поднятием носа самолёта |
| 5 ноября 1985   | Игорь Волк, Римантас Станкявичюс                      | 12         | 170            |           | Пятая рулёжка |
| 10 ноября 1985  | Игорь Волк (командир), Римантас Станкявичюс (2 пилот) | 12         | 480            | 1500      | Первый полёт |
| 3 января 1986   | Игорь Волк (ком.), Римантас Станкявичюс               | 35         | 520            | 3000      | Второй полёт |
| 26 апреля 1986  | Анатолий Левченко, Александр Щукин                    | 14         |                |           | Шестая рулёжка. Разрушение покрышки внешнего колеса шасси при торможении                                                                                         |
| 27 мая 1986     | Игорь Волк (ком.), Римантас Станкявичюс               | 23         | 540            | 4000      | Третий полёт с самолётами сопровождения Л-39 и Ту-134 |
| 11 июня 1986    | Игорь Волк (ком.), Римантас Станкявичюс               | 22         | 530            | 4000      | Четвёртый полёт с самолётами сопровождения ЛЛ МиГ-25 и Ту-134. Полуавтоматическое планирование                                                                   |
| 20 июня 1986    | Анатолий Левченко (ком.), Александр Щукин             | 25         | 600            | 4500      | Пятый полёт с самолётами сопровождения Су-17 и Ту-134. Полуавтоматическое планирование                                                                           |
| 28 июня 1986    | Анатолий Левченко (ком.), Александр Щукин             | 23         | 600            | 4000      | Шестой полёт. Автоматическое планирование до высоты 100 м |
| 10 декабря 1986 | Игорь Волк (ком.), Римантас Станкявичюс               | 24         | 600            | 4300      | Седьмой полёт. Отключение автоматики перед самым касанием ВПП |
| 23 декабря 1986 | Игорь Волк (ком.), Римантас Станкявичюс               | 17         | 600            | 6000      | Восьмой полёт. Автоматический полёт вплоть до касания ВПП |
| 29 декабря 1986 | Анатолий Левченко (ком.), Александр Щукин             | 17         |                | 4000      | Девятый полёт. Автоматические заход на посадку и посадка, полная остановка на ВПП, за исключением выполненного вручную опускания носового колеса при приземлении |
| 16 февраля 1987 | Игорь Волк (ком.), Римантас Станкявичюс               | 28         |                | 4000      | Десятый полёт. Официально первая полностью автоматическая посадка                                                                                                |
| 25 марта 1987   | Анатолий Левченко, Александр Щукин                    | 2          |                |           | Седьмая рулёжка с пробежкой по ВПП |
| 30 марта 1987   | Анатолий Левченко, Александр Щукин                    | 25         |                |           | Восьмая рулёжка с пробежкой по ВПП |
| 21 мая 1987     | Анатолий Левченко (ком.), Александр Щукин             | 20         |                | 4500      | Одиннадцатый полёт. Автоматическая посадка |
| 25 июня 1987    | Римантас Станкявичюс (ком.), Игорь Волк               | 19         |                | 4900      | Двенадцатый полёт. Автоматическая посадка |
| 5 октября 1987  | Александр Щукин (ком.), Игорь Волк                    | 21         |                | 4900      | Тринадцатый полёт. Автоматическая посадка |
| 15 октября 1987 | Иван Бачурин (ком.), Алексей Бородай                  | 19         |                | 4000      | Четырнадцатый полёт. Автоматическая посадка |
| 16 января 1988  | Игорь Волк (ком.), Римантас Станкявичюс               | 22         |                | 4200      | Пятнадцатый полёт. Автоматическая посадка с сопровождением МиГ-25 и Су-17                                                                                        |
| 24 января 1988  | Иван Бачурин (ком.), Алексей Бородай                  | 11         |                | 4000      | Шестнадцатый полёт. Этим полётом закончился первый (испытательный) этап полётов на «БТС-002»                                                                     |
| 23 февраля 1988 | Иван Бачурин (ком.), Алексей Бородай                  | 22         |                | 4000      | Семнадцатый полёт. Дополнительная программа полётов, автоматическая посадка                                                                                      |
| 4 марта 1988    | Игорь Волк (ком.), Римантас Станкявичюс               | 18         |                | 3900      | Восемнадцатый полёт. Автоматическая посадка с сопровождением МиГ-25 и Су-17                                                                                      |
| 12 марта 1988   | Алексей Бородай (ком.), Иван Бачурин                  | 20         |                | 4000      | Девятнадцатый полёт. Автоматическая посадка с сопровождением МиГ-25 и Су-17                                                                                      |
| 23 марта 1988   | Алексей Бородай (ком.), Иван Бачурин                  | 43         |                | 4000      | Двадцатый полёт. Автоматическая посадка с сопровождением МиГ-25 и Су-17                                                                                          |
| 28 марта 1988   | Алексей Бородай (ком.), Иван Бачурин                  | 19         |                | 4000      | Двадцать первый полёт. Автоматическая посадка с сопровождением МиГ-25 и Су-17                                                                                    |
| 2 апреля 1988   | Римантас Станкявичюс (ком.), Александр Щукин          | 20         |                | 4000      | Двадцать второй полёт. Автоматическая посадка с сопровождением Л-39                                                                                              |
| 8 апреля 1988   | Александр Щукин (ком.), Римантас Станкявичюс          | 21         |                | 4000      | Двадцать третий полёт. Автоматическая посадка с сопровождением Л-39                                                                                              |
| 15 апреля 1988  | Игорь Волк (ком.), Римантас Станкявичюс               | 19         |                | 4000      | Двадцать четвёртый полёт. Автоматическая посадка, последний полёт БТС-002                                                                                        |
| 29 декабря 1989 | Виктор Заболотский, Римантас Станкявичюс              |            |                |           | Девятая рулёжка |
| 23 ноября 1990  | Игорь Волк, Магомед Толбоев                           |            |                |           | Десятая рулёжка. Выполнялась с целью поддержания БТС-002 в работоспособном состоянии                                                                             |
| 6 декабря 1990  |                                                       |            |                |           | Одиннадцатая рулёжка. Выполнялась с целью поддержания БТС-002 в работоспособном состоянии                                                                        |

## После закрытия программы «Буран»

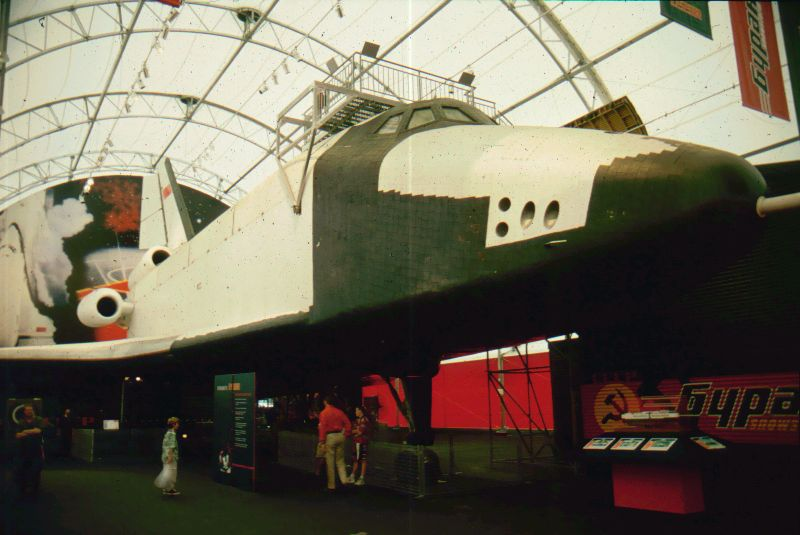
ОК-ГЛИ в Сиднее, 2001 год

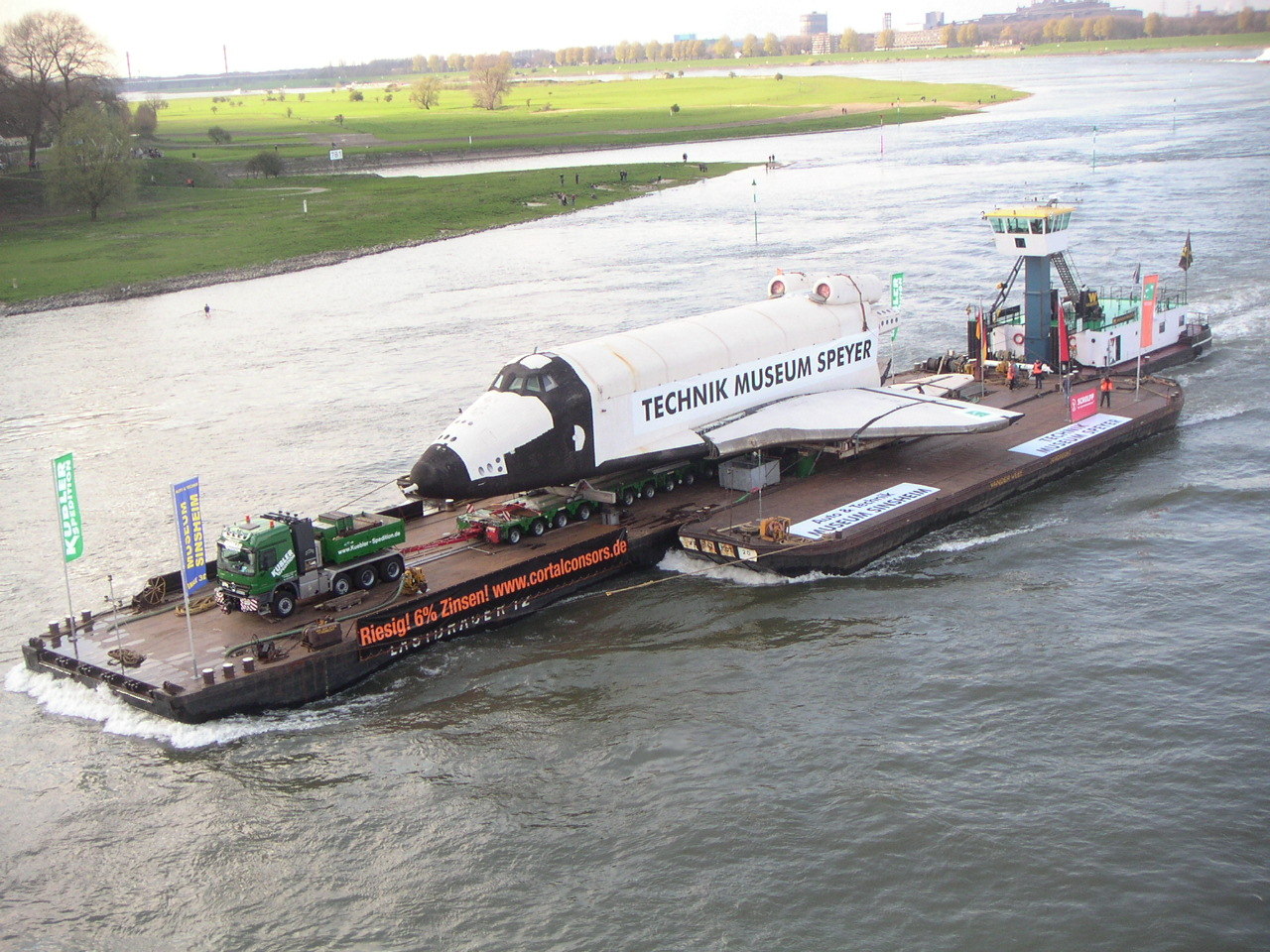
БТС-002 транспортируют в Шпайер

После закрытия космической программы «Буран» в 1993 году планы дальнейшего целевого использования БТС-002 стали неосуществимыми. Вплоть до 1999 года он хранился на площадке ЭМЗ имени В. М. Мясищева ЛИИ в Жуковском, периодически демонстрировался на Международно-космическом авиасалоне (МАКС). В октябре 1999 года БТС-002 был предоставлен в лизинг австралийской компании Buran Space Corporation, созданной специально для этой цели месяцем ранее. Перевозка самолёта из Москвы в Сидней обошлась в 700 тыс. долл.[каких?], здесь его показали на Олимпиаде-2000. В 2000 году BSC объявила себя банкротом, выплатив НПО «Молния» вместо обещанных 600 тыс. долл.[каких?] всего 150 тыс. долл.[каких?] В результате НПО «Молния» расторгло контракт, но из-за финансовых трудностей БТС-002 не был вывезен из Австралии до мая 2002 года.
После этого прототип «Бурана» предлагали авиационному музею в Мичигане, но тот отказался. Организовывался аукцион радиостанцией Лос-Анджелеса News 980 KFWB AM, однако из-за большой минимальной предложенной стоимости покупателя для раритета так не нашлось.
5 июня 2002 года НПО «Молния» продало БТС-002 сингапурской компании Space Shuttle World Tour, намеревавшейся экспонировать его на международных выставках в Малайзии, Сингапуре, Китае, Японии, Филиппинах. В том же году БТС транспортировали из Сиднея в королевство Бахрейн. Там он служил экспонатом на лётном фестивале. После фестиваля в связи с экономическими коллизиями, БТС-002 был заблокирован в порту Манамы, после чего сингапурская компания начала арбитражный процесс против НПО «Молния», пытаясь присвоить себе БТС без уплаты ранее оговорённых 160 тыс. долл. Серия арбитражных процессов продолжалась до февраля 2008 года. Тем временем НПО «Молния» попыталась продать БТС-002 во второй раз, добившись в суде запрета на вывоз самолёта-аналога из страны кем-либо другим. В феврале 2008 года после долгих судебных разбирательств полноправным собственником БТС-002 стал самый крупный частный Технический музей в немецком городе Зинсхайм. Он обошёлся хозяину музея Герману Лайру в 10 млн евро. 2 апреля 2008 года прототип «Бурана» прибыл в порт Роттердам, откуда был погружён на баржу и по рекам и системе каналов доплыл до города Шпейер. Там его установили в техническом Музее (филиале музея в г. Шпейер). В настоящее время БТС-002 является центром космической экспозиции в специально построенном для него самом крупном павильоне музея.

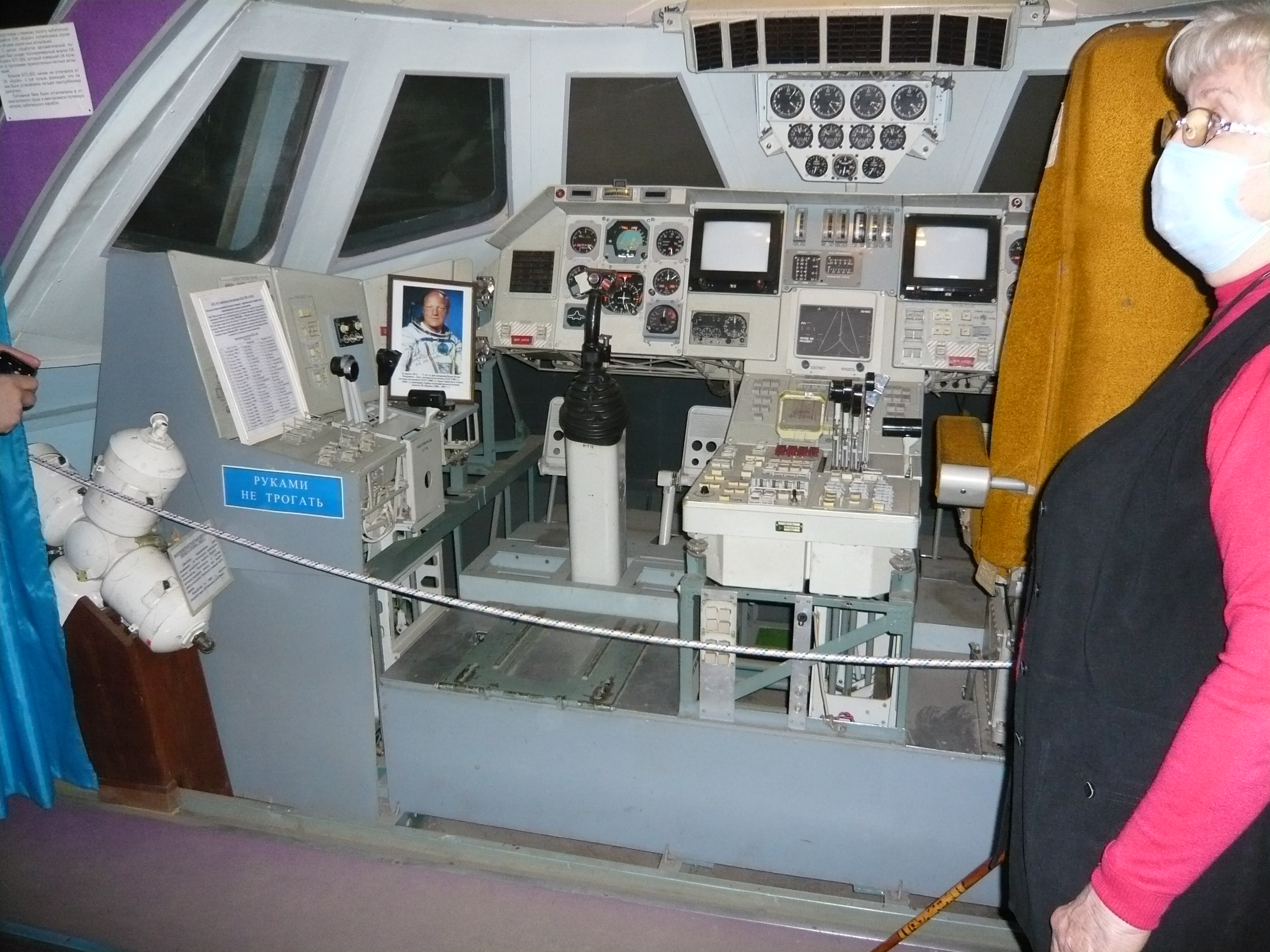
Тренажёр управления «Бураном» в музее

Тренажёр обучения пилотов передан Центральному дому авиации и космонавтики.